# Echinolittorina angustior
Echinolittorina angustior is een slakkensoort uit de familie van de Littorinidae. De wetenschappelijke naam van de soort is voor het eerst geldig gepubliceerd in 1876 door Mörch.